# Pavarotti (documental)
Pavarotti és una pel·lícula documental del 2019 dirigida per Ron Howard sobre el tenor operístic italià Luciano Pavarotti. La pel·lícula es va preestrenar el 4 de juny de 2019 i es va estrenar als cinemes el 7 de juny. Pavarotti és una producció estatunidenca i britànica, amb CBS Films i HanWay Films com a distribuïdores. S'ha doblat al català pel programa El documental del canal 33, que la va estrenar el 19 de desembre de 2024.